# Europa de las dos velocidades

Niveles de integración europea.

La Europa a varias velocidades, Europa de las dos velocidades o Europa a la carta, se refiere a la posibilidad de que ciertos Estados miembros de la Unión Europea decidan gestionar una integración mayor a todos los niveles, mientras que otros avanzarían más despacio en las políticas comunitarias.

## Historia
Acuñada a principios de la década de 1990, se popularizó durante la fundación del euro para hacer referencia a aquellos países económicamente fuertes, que iban a adoptar el euro, y sus diferencias con los que no lo eran tanto. Desde entonces ha sido utilizada en numerosas ocasiones, como hizo el político italiano y entonces presidente de la Comisión Europea Romano Prodi, quien en enero de 2004, en referencia a las dos velocidades, dijo que «El tren de la Unión no puede siempre moverse a la velocidad del vagón más lento. De hecho, tengo la impresión de que algunos de los vagones no quieren moverse o incluso quieren ir hacia atrás», en relación con las primeras tensiones generadas en torno a la Constitución de la Unión Europea.
A raíz del recrudecimiento en Europa de la crisis económica comenzada en 2008, el término ha servido para identificar la relación del eje franco-alemán con los países de la última ampliación de la Unión Europea y del Mediterráneo en términos económicos, respecto a la conveniencia o no de una mayor integración económica y financiera, y de que la muestra de fuerza de Francia y Alemania haga decaer el poder de las instituciones comunitarias y, por lo tanto, del resto de los países de la Unión. A finales de 2011 y por evolución de la citada crisis, la expresión se empleó para referirse a las distintas velocidades de convergencia económica que pretenden los países que han adoptado el euro y los que no lo han hecho, así como para diferenciar a los países dispuestos a propiciar una mayor integridad económica, con un gobierno fiscal comunitario, de los que no lo están, entre los que destaca el Reino Unido.

## La UE tras el Brexit
Con la salida del Reino Unido de la Unión Europea (Brexit), el Libro Blanco sobre el futuro de Europa presentado por la Comisión Europea (CE) el 1 de marzo de 2017 expone cinco escenarios para el futuro de la UE entre los que se encuentra una Europa a varias velocidades dentro de un proceso de refundación de la Unión Europea. El presidente de la CE, Jean-Claude Juncker retó a los miembros del Consejo Europeo a posicionarse en torno a una de las vías, para que de esta forma, aquellos que obstaculizan la toma de decisiones queden en evidencia. «Hemos elegido este método para obligarlos a salir de la ambigüedad».